# Bo Andersen (sanger)
 Der er flere personer med dette navn, se Bo Andersen.
Bo Andersen (født 22. marts 1966 i Hobro) er en tidligere dansk sanger i musikgruppen Familien Andersen og barneskuespiller. Han blev kendt for sangen Jeg har set en rigtig negermand, som er fremført i udsendelsen Musikalske venner i september 1970 og sangen blev en af de mest solgte singler i Danmark. Han fik rollen som Lille Per i Far til fire i højt humør fra 1971.